# Giải Grammy lần thứ 42
Lễ trao Giải Grammy thường niên lần thứ 42 được tổ chức vào ngày 23 tháng 2 năm 2000 tại Trung tâm Staples ở Los Angeles, California, nhằm ghi nhận thành tựu của các nhạc sĩ trong năm 1999. Ban nhạc latin rock Santana đại thắng với 8 giải Grammy, chia sẻ với kỷ lục của Michael Jackson về số giải giành được nhiều nhất trong một đêm. Album Supernatural của Santana thắng tổng cộng chín giải.

## Các màn trình diễn
- Backstreet Boys
- TLC
- Carlos Santana và Rob Thomas
- Britney Spears
- Elton John và Backstreet Boys
- Faith Hill
- Kid Rock
- Whitney Houston

## Danh sách đề cử và thắng giải
- Thu âm của năm
  - "Smooth" - Santana
  - "I Want It That Way" - Backstreet Boys
  - "Believe" - Cher
  - "Livin' la Vida Loca" - Ricky Martin
  - "No Scrubs" - TLC
- Album của năm
  - Supernatural - Santana
  - Millennium - Backstreet Boys
  - Fly - Dixie Chicks
  - When I Look in Your Eyes - Diana Krall
  - FanMail - TLC
- Bài hát của năm
  - "Smooth" - Santana & Rob Thomas
  - "I Want It That Way" - Backstreet Boys
  - "Livin' la Vida Loca" - Ricky Martin
  - "Unpretty" - TLC
  - "You've Got a Way" - Shania Twain
- Nghệ sĩ mới xuất sắc nhất
  - Christina Aguilera
  - Macy Gray
  - Kid Rock
  - Britney Spears
  - Susan Tedeschi